# Punaluu
Punaluu és una concentració de població designada pel cens dels Estats Units a l'estat de Hawaii. Segons el cens del 2000 tenia 881 habitants.

## Demografia
Segons el cens del 2000, Punaluu tenia 881 habitants, 305 habitatges, i 196 famílies La densitat de població era de 427,03 habitants per km².
Dels 305 habitatges en un 34,1% hi vivien nens de menys de 18 anys, en un 44,3% hi vivien parelles casades, en un 13,4% dones solteres, i en un 35,7% no eren unitats familiars. En el 29,8% dels habitatges hi vivien persones soles el 5,2% de les quals corresponia a persones de 65 anys o més que vivien soles. El nombre mitjà de persones vivint en cada habitatge era de 2,66 i el nombre mitjà de persones que vivien en cada família era de 3,32.
Per edats la població es repartia de la següent manera: un 26,0% tenia menys de 18 anys, un 8,7% entre 18 i 24, un 24,3% entre 25 i 44, un 25,0% de 45 a 64 i un 16,0% 65 anys o més.
L'edat mediana era de 38,4 anys. Per cada 100 dones hi havia 94,48 homes. Per cada 100 dones de 18 o més anys hi havia 88,44 homes.
La renda mediana per habitatge era de 32.143 $ i la renda mediana per família de 32.500 $. Els homes tenien una renda mediana de 32.188 $ mentre que les dones 21.719 $. La renda per capita de la població era de 19.067 $. Aproximadament el 15,8% de les famílies i el 19,9% de la població estaven per davall del llindar de pobresa.

## Poblacions més properes
El següent diagrama mostra les poblacions més properes.